# 拉齐塞
拉齐塞（義大利語：Lazise），是意大利威尼托大区维罗纳省的一个市镇。总面积64.95平方公里，人口6877人，人口密度105.9人/平方公里（2009年）。国家统计（ISTAT）代码为023043。

## 友好城市
- 德国罗森海姆